# Акигава
 Акигава  (яп. 秋川市 Акигава-Си) был городом, расположенным в западной части столичной префекутры Токио, Япония.
1 апреля 1889 года, 2 посёлка и 30 сёл вошли в состав свежесозданного уезда Ниситама, префектуры Канагава. 1 апреля 1893 уезд Ниситама был переведен из префектуры Канагава в столичную префектуру Токио. 1 апреля 1921 года сёла Кусабана, Сугао, Седоока и Харакомия объединились в село Тасаи. 1 апреля 1955 года сёла Хигашиакиру, Нишиакиру и Тасаи слились в новый посёлок Акита. 5 мая 1972 посёлок Акита был повышен до статуса города и переименован в Акигава.
1 Сентября 1995 году город Акигава объединился с посёлком Ицукаити в новый город Акируно и, следовательно, больше не существует как независимый город.
На момент его слияния город имел, по оценкам, население 54654 человек, плотность 2,435 чел./км². Общая площадь составляла 22,44 км²